# Gundam Seed
Gundam Seed (jap. 機動戦士ガンダムSEED, Kidō Senshi Gandamu Seed) ist eine japanische Anime-Serie und Teil des Gundam-Universums. Wie Gundam Wing spielt die Serie Gundam Seed jedoch in einem eigenen Serienuniversum und folgt nicht dessen Zeitrechnung. Die Serie wird durch Kidō Senshi Gundam Seed Destiny fortgesetzt.

## Vorgeschichte
In der Zukunft ist die Menschheit zweigeteilt. Auf der einen Seite stehen die Coordinator, genetisch verbesserte Menschen mit größerem körperlichen und geistigem Potential und einer Immunität gegen die meisten Krankheiten. Auf der anderen Seite stehen die Naturals, unmodifizierte Menschen. Mit der Zeit verstärkten sich die Ressentiments gegen die Coordinator aufgrund von rassistischen Bewegungen wie Blue Cosmos und drängte sie dazu, in Raumstationen, den sogenannten PLANTs, umzusiedeln. Nach dem Rekonstruktionskrieg hatten sich die Nationalstaaten der Erde in größere Wirtschaftsblöcke zusammengeschlossen und einige von diesen, die sogenannten Sponsornationen, errichteten die PLANT-Kolonien. Mit der Zeit wurden diese wichtige Produktionsstätten und Energielieferanten, bekamen aber keinerlei Mitspracherecht. Außerdem ist es untersagt, auf den PLANT-Kolonien Nahrungsmittel zu produzieren, um ihre Abhängigkeit von der Erde festzuschreiben.
Als nach einem Terroranschlag von Blue Cosmos die Energieproduktion der PLANT-Kolonien einbricht, schlägt das PLANT Supreme Council vor, den Energieexport vorübergehend auszusetzen. Jedoch besteht die Erde weiterhin auf der Erfüllung der Exportquoten, was zu einer schweren Versorgungskrise in den Kolonien führt. Nach einer koordinierten Sabotage der Energieproduktion durch PLANT-Ingenieure wird von den Erdnationen eine Flotte zur Einschüchterung der PLANT-Kolonisten entsandt. ZAFT (Zodiac Alliance of Freedom Treaty), welche für die Autonomie und Selbstverwaltung von PLANT kämpft, bekommt dadurch enorme Unterstützung. Außerdem wird heimlich mit der Entwicklung von Mobile Suits, Kampfrobotern, und mit der Aufrüstung von PLANT begonnen.
Militärisch gestärkt votiert das PLANT Supreme Council für die Autonomie der Kolonien und für Handelsfreiheit und schließt Verträge mit der Ozeanischen Union und den Vereinigten Staaten von Südamerika über die Lieferung von Lebensmitteln ab. Als die Sponsornationen davon erfahren, wird die sofortige Auflösung des PLANT Supreme Councils verlangt, was PLANT strikt zurückweist.
Nach der Zerstörung eines Nahrungsmittelkonvois auf dem Weg von Südamerika zu den PLANT-Kolonien verschärfen sich die Spannungen. ZAFT wird nun endgültig in eine militärische Organisation umgewandelt. Als die Kolonien Junius Seven bis Junius Ten zur Nahrungsmittelproduktion in Farmen umgewandelt werden, spitzt sich die Lage zu, da die Sponsornationen mit Militärmanövern zur Einschüchterung in unmittelbarer Nähe von PLANT beginnen. Als Reaktion greift ZAFT zum ersten Mal die Erdtruppen an und vertreibt sie aus dem Hoheitsgebiet von PLANT. Das PLANT Supreme Council verlangt nun volle Autonomie sowie Handelsfreiheit und droht den Sponsornationen mit einem vollständigen Exportstop. Bei einem folgenden Treffen der Vertreter des PLANT Supreme Councils mit Abgesandten der Sponsornationen kommt es zu einem Terrorangriff, bei dem ein PLANT-Mitglied umkommt. Zwar bekennt sich die Anti-Coordinator-Terrorgruppe Blue Cosmos zu dem Anschlag, doch wird schnell bekannt, dass die Sponsornationen hinter dem Attentat standen. Als Reaktion darauf stoppt PLANT sämtliche Exporte zur Erde und in den Sponsornationen kommt es zu Versorgungsengpässen.
Eine erneute Zusammenkunft in der Mondkolonie Kopernikus wird anberaumt, doch verüben Terroristen einen Anschlag auf die Konferenz und töten die Repräsentanten der Sponsornationen sowie die Führungsspitze der Vereinten Nationen. Nur der PLANT-Abgesandte überlebt aufgrund einer Shuttle-Fehlfunktion. Die daraufhin formierte Erdallianz unterstellte PLANT Verwicklungen in den Anschlag und erklärt den Krieg. Bald darauf zerstört eine von Blue Cosmos auf den Weg gebrachte Nuklearrakete die landwirtschaftliche PLANT-Kolonie Junius Seven, wobei viele Coordinatoren ihr Leben verlieren.
Aufgrund der zahlenmäßigen Überlegenheit der Erdallianz dachte man zunächst an einen raschen Ausgang des Krieges, doch die fortschrittlichere Technologie von ZAFT, insbesondere die Mobile Suits, und der physische Überlegenheit der Piloten der Mobile Suits, zog den Krieg in die Länge. Als Reaktion auf das nukleare Bombardement forderten radikale Kräfte in ZAFT zunächst den Einsatz von Atomwaffen gegen die Erde, doch wurde dieser Plan unter dem Eindruck der Zerstörung von Junius Seven nicht umgesetzt. Stattdessen wurde der Neutron Jammer eingesetzt, eine Vorrichtung, die die atomare Kettenreaktion unterdrückt, da sie die Bewegung freier Neutronen stört. Damit sollte keine Seite mehr Nuklearwaffen einsetzen können. Danach begann ein großangelegter Gegenschlag der ZAFT-Truppen – Operation Uroboros.
Im ersten Schritt wurden Neutron Jammer abgeworfen, diese blockierten allerdings nicht nur die nukleare Kettenreaktion in Atomwaffen, sondern auch in Atomkraftwerken, was zu einer weltweiten Energiekrise und Hungersnöten führte, der April Fool Crisis. In einem zweiten Schritt landeten ZAFT-Einheiten auf der Erde und eroberten weite Teile Afrikas und Asiens sowie Australien.

## Handlung
Auf der Raumstation Heliopolis der Vereinigten Emirate von Orb werden heimlich die fünf Prototypen einer neuen Serie von Mobile Suits, genannt G, für die Erdallianz produziert, welche aufgrund ihrer technischen Fähigkeiten ZAFT Paroli bieten sollen. Doch das alles bleibt von ZAFT nicht unbemerkt. Ein Angriffstrupp unter der Leitung des Kommandanten Rau le Creuset infiltriert die Station mit dem Auftrag, die Suits zu stehlen. Der junge Student Kira Yamato, ein Coordinator der mit seinen Eltern im Frieden der Kolonie versuchte, dem Krieg zu entkommen, gerät zwischen die Fronten und stellt sich schützend zwischen die verletzte Erdallianzsoldatin Ramius und einen ZAFT-Soldaten, der sich als Athrun Zala entpuppt, Kiras bester Freund aus seiner Kindheit. Durch das Erkennen abgelenkt gelingt es Ramius Athrun zu verjagen und zusammen mit Kira und dem Suit Strike zu flüchten.
Da sowohl Kira als auch seine Freunde Zeuge des neuen Mobile Suits waren, werden sie von Ramius zwangsrekrutiert und versuchen von da an auf dem ebenfalls in Heliopolis stationierten Raumschiffprototyp Archangel vor den ZAFT-Truppen zu fliehen.

## Charaktere
Kira Yamato
Ein Coordinator, der in der Heliopolis aufgewachsen ist. Er lebte vorher auf dem Mond, wo er seinen besten Freund Athrun Zala kennenlernte. Kira fliegt am Anfang den Strike und bekommt dann von Lacus Clyne, die er liebt, den Freedom. Cagalli und er sind Zwillinge.
Athrun Zala
Er ist ein Coordinator, der für die ZAFT kämpft. Er ist der Sohn von Patrick Zala und Lenore Zala, die auf Junius 7 ums Leben kam. Sein bester Freund ist Kira Yamato, dem er einen Piep (einen mechanischen Vogel) baute. Er ist am Anfang der Serie mit Lacus Clyne verlobt. Diese Verlobung wird allerdings von Patrick Zala aufgelöst, da diese dem Verrat der Plants angeklagt wird. Er liebt Cagalli, die Tochter des Repräsentanten von Orb. Er fliegt erst den geklauten Aegis und dann den Justice. In Gundam Seed Destiny tritt er zum wiederholten Male der ZAFT bei und wird auf der Minerva stationiert. Dort fliegt er den Saviour.
Lacus Clyne
Sie ist ein bekannter Coordinator und zukünftige Frau von Athrun. Als sie bei einem Angriff in einer Rettungskapsel fliehen muss, wird sie von Kira Yamato gerettet. Sie gibt ihm den Freedom Gundam, worauf sie von ZAFT verfolgt wird. Darauf beendet Patrick Zala ihre Beziehung. Im Verlauf von Gundam Seed und auch Destiny singt sie öfter traurige Lieder. Wie alle Coordinatoren verdankt sie ihre Stimme der Genmanipulation, was bei den Mitgliedern der Arcangel gemischte Gefühle auslöst.
Cagalli Yula Atthas
Kira begegnet ihr das erste Mal, als er auf der Heliopolis seine Freunde im Labor besucht, erst später wird klar, dass sie sich dort eingeschlichen hat um herauszufinden, ob Orb tatsächlich für die Erdallianz Gundams entwickelt hat. Beim zweiten Mal trifft die Crew der Archangel Cagalli in Afrika, wo sich Cagalli ihnen anschließt, doch ihre wahre Identität wird erst aufgelöst als sie sich zu erkennen gibt damit die Archangel in Orb anlanden darf. Später schließt sie sich mit einigen Orb-Truppen der Allianz der drei Schiffe an. Ob Cagalli eine Natural oder ein Coordinator ist, wird nie ganz aufgeklärt.
Fray Allster
Fray ist eigentlich Zivilistin auf Orb. Bei dem Angriff von ZAFT wird sie auf der Archangel rekrutiert. Als ihr Vater bei einem Angriff auf ZAFT stirbt, wird sie wahnsinnig. Sie hasst von nun an die Coordinator. Trotzdem liebt sie Kira, mit dem sie zwischenzeitlich zusammen ist. Sie hofft, dass er eines Tages im Kampf sterben wird, wie ihrer Meinung nach alle Coordinator und benutzt ihn heimlich, um durch ihn an ihre Rache zu kommen. Indem sie eine Affäre mit ihm beginnt schafft sie es, dass er wie ein Berserker für die Archangel kämpft. Später verlässt sie die Archangel und wird vor Kiras Augen von Rau Le Creuset getötet. Darauf erscheint sie Kira ein letztes Mal und vergibt ihm und sagt, dass sie immer bei ihm sein werde.
Rau Le Creuset
Er ist ein Falschspieler und bringt die Welt gegen Ende der Serie an den Rand der Nichtexistenz, indem er Fray benutzt, um den Schlüssel zum ewigen Frieden dem Präsidenten von Blue Cosmos auszuhändigen, ohne dabei selbst in Schusslinie der ZAFT zu geraten. Er hat eine seelische Verbindung zu Mu La Flaga (welche sich gegenseitig spüren, wenn sie in der Nähe voneinander sind), denn er ist ein Klon des Vaters von Mu La Flaga, welcher dessen Erbschaft angetreten hat. Er kennt viele Geheimnisse der Coordinator, welche er aber nur Kira und Mu anvertraut. Er altert vorschnell und benötigt oft Medikamente. Seine Maske verschleiert Letzteres.

## Produktion und Veröffentlichung
Die Serie wurde 2002 von Studio Sunrise unter der Regie von Mitsuo Fukuda produziert. Das Charakterdesign entwarf Hisashi Hirai und künstlerischer Leiter war Shigemi Ikeda. Die 50 Folgen wurden vom 5. Oktober 2002 bis zum 27. September 2003 durch Mainichi Broadcasting und TBS in Japan ausgestrahlt.
Der Anime wurde unter anderem ins Englische, Französische und Niederländische übersetzt. Eine deutsche Fassung erschien 2005 bei Beez Entertainment vertrieben durch Al!ve. Ab dem 5. Juni 2007 strahlte der Sender Animax die Serie aus.

### Synchronisation
Die deutsche Synchronisation wurde von Elektrofilm angefertigt.
| Rolle                     | Japanischer Sprecher (Seiyū) | Deutscher Sprecher        |
| ------------------------- | ---------------------------- | ------------------------- |
| Athrun Zala               | Akira Ishida                 | Nico Sablik               |
| Cagalli Yula Athha        | Naomi Shindō                 | Rubina Kuraoka            |
| Lacus Clyne               | Rie Tanaka                   | Anne Helm                 |
| Kira Yamato               | Sōichirō Hoshi               | Ricardo Richter           |
| Dearka Elsman             | Akira Sasanuma               | Ozan Ünal                 |
| Andrew Waltfeld           | Ryōtarō Okiayu               | Matthias Hinze            |
| Ahmed                     | Yūsuke Numata                | Julius Jellinek           |
| Arnold Neumann            | Isshin Chiba                 | David Turba               |
| Dalida Lolaha Chandra II  | Toriumi Katsumi              | Nico Mamone               |
| Eileen Canaver            | Naomi Shindō                 | Maja Dürr                 |
| Fllay Allster             | Hōko Kuwashima               | Ilona Otto                |
| Fredrik Ades              | Yasuhiko Kawazu              | Tim Moeseritz             |
| Gerard Garcia             | Katsuhisa Hōki               | Reinhard Scheunemann      |
| Jackie Tonomura           |                              | Rainer Fritzsche          |
| Kojiro Murdoch            |                              | Tilo Schmitz              |
| Kuzzey Buskirk/Romero Pal | Yasuhiro Takato              | Hannes Maurer             |
| Ledonir Kisaka            | Isshin Chiba                 | Andreas Hosang            |
| Lewis Halberton           | Naoki Tatsuta                | Jan Spitzer               |
| Martin DaCosta            | Akira Sasanuma               | Raúl Richter              |
| Miguel Aiman              | T.M.Revolution               | Tim Sander                |
| Mu La Flaga               | Takehito Koyasu              | Sebastian Christoph Jacob |
| Murrue Ramius             | Kotono Mitsuishi             | Katrin Zimmermann         |
| Natarle Badgiruel         | Hōko Kuwashima               | Silvia Mißbach            |
| Nicol Amarfi              | Mami Matsui                  | Benjamin Seidel           |
| Patrick Zala              | Kinryū Arimoto               | Klaus Lochthove           |
| Rau Le Creuset            | Toshihiko Seki               | Sebastian Schulz          |
| Salib Ashman              | Masashi Hirose               | Frank Muth                |
| Tolle Koenig              | Takayuki Inoue               | Till Völger               |
| Yzak Joule                | Tomokazu Seki                | Michael Wiesner           |

### Musik
Die Musik der Serie komponierte Toshihiko Sahashi. Für die Vorspanne verwendete man:
- Invoke von T.M. Revolution
- Moment von Vivian or Kazuma
- Believe von Nami Tamaki
- Realize von Nami Tamaki

Die Abspannlieder sind
- Anna ni Isshodattanoni von See-Saw
- River von Tatsuya Ishii
- Find The Way von Mika Nakashima
- Kimi wa boku ni nite iru von See-Saw

## Adaptionen

### Anime
Mit Kidō Senshi Gundam Seed Destiny wurde 2004 eine Fortsetzung der Serie als Fernsehserie produziert. Unter dem Titel Tanekyara Gekijo (たねきゃら劇場) erschien 2007 außerdem eine vierminütige Parodie.

### Manga
In Japan erschienen bei Kadokawa Shoten folgende Manga-Adaptionen und -Fortsetzungen der Serie:
- Mobile Suit Gundam Seed Astray von Koichi Tokita (2002–2003)
- Mobile Suit Gundam Seed Astray R von Yasunari Toda (2002–2004)
- Mobile Suit Gundam Seed X Astray von Koichi Tokita (2003–2004)
- Mobile Suit Gundam Seed von Masatsugu Iwase (2003–2004)

Des Weiteren erschienen auch zur Serie Kidō Senshi Gundam Seed Destiny verschiedene Manga-Adaptionen.

### Roman
Von 2005 bis 2006 erschien bei Kadokawa Sneaker Bunko, einem Label von Kadokawa Shoten, eine Roman-Adaption der Serie von Riu Goto. Insgesamt wurden fünf Bände veröffentlicht, die auch ins Chinesische und Englische übersetzt wurden.

### Videospiele
Zum Anime Gundam Seed erschienen mehrere Videospiele.
- Arcade-Spiele
  - Gundam Seed: Federation vs. Z.A.F.T. II
  - Mobile Suit Gundam: Gundam vs. Gundam Next
- Game-Boy-Advance-Spiele
  - Gundam Seed: Battle Assault
  - Gundam Seed Destiny
  - Mobile Suit Gundam Seed: Tomo to Kimi to Senjō de (機動戦士ガンダムSEED: 友と君と戦場で)
  - SD Gundam G Generation Advance
- Nintendo-DS-Spiele
  - SD Gundam G Generation DS
  - SD Gundam G Generation Cross Drive
- PlayStation-2-Spiele
  - Gundam Seed: Federation vs. Z.A.F.T.
  - Mobile Suit Gundam Seed
  - Mobile Suit Gundam Seed: Never Ending Tomorrow
  - Mobile Suit Gundam Seed Destiny: Generation of CE
  - Gundam Seed: Federation vs. Z.A.F.T. 2 Plus
  - Battle Assault 3 featuring Gundam SEED
  - Another Century’s Episode 3: The Final
- PlayStation-Portable-Spiele
  - Gundam Seed: Federation vs. Z.A.F.T. Portable
  - Mobile Suit Gundam: Gundam vs. Gundam
  - SD Gundam G Generation Portable